# نوبوهيرو تاجيما
نوبوهيرو تاجيما (باليابانية: 田嶋伸博) مواليد 28 يونيو 1950، هو سائق راليات ياباني سابق بدأ مسيرته في سنة 1981. كان أول رالي له هو رالي ويلز 1981. شارك في بطولة العالم للراليات.

## فرق مثلها
- سوزوكي

## روابط خارجية
- نوبوهيرو تاجيما على موقع eWRC-results.com (الإنجليزية)